# Институт исследования твёрдых тел Общества Макса Планка
Институт исследования твёрдых тел Общества Макса Планка (нем. Max-Planck-Institut für Festkörperforschung, иные переводы названия — Институт физики твердого тела Макса Планка, Институт физики твердого тела им. Макса Планка, Институт физики твердого тела общества Макса Планка, Институт исследований твердого тела им. Макса Планка) — исследовательский институт под эгидой Общества Макса Планка.
Институт был основан в 1969 году и является одним из 82 институтов Общества Макса Планка. Институт расположен в Штутгарте вместе с Институтом интеллектуальных систем Общества Макса Планка.

## Направление исследований
Исследования института сосредоточены на физике и химии конденсированного состояния, включая особенно сложные материалы и нанонауку. В этих областях особый интерес представляют явления электронного и ионного переноса.

## Структура
В институте работает около 430 сотрудников, в том числе 110 ученых, 90 аспирантов и 70 приглашенных ученых. Институт имеет восемь отделов.

### Теория электронной структуры
Под руководством Али Алави отдел занимается разработкой ab initio методов изучения коррелированных электронных систем с использованием квантового метода Монте-Карло, квантово-химических методологий и методологий многих тел. Ab initio методы (включая теорию функционала плотности) применяются к проблемам гетерогенного катализа, химии поверхности, электрохимии и фотохимии.

### Спектроскопия твердого тела
Отдел возглавляет Бернхард Кеймер. Коллективные квантовые явления в высококоррелированных электронных материалах изучаются методами спектроскопии и рассеяния. Темы, представляющие особый интерес в настоящее время, включают взаимодействие между зарядовыми, орбитальными и спиновыми степенями свободы в оксидах переходных металлов, механизм высокотемпературной сверхпроводимости и контроль поведения электронной фазы в металлооксидных сверхрешетках. Отдел также разрабатывает нейтронную спектроскопию высокого разрешения и спектральную эллипсометрию.

### Нанонаука
Исследования отдела нанонауки, возглавляемого Клаусом Керном, сосредоточены на науке и технологиях нанометрового масштаба. Целью междисциплинарных исследований на стыке физики, химии и биологии является получение контроля над материалами на атомном и молекулярном уровне, что позволяет разрабатывать системы и устройства со свойствами, определяемыми квантовым поведением, и приближающимися по функциональности к живой материи.

### Нанохимия
Отдел использует методы нанохимии и объединяет их с классическими методами твердотельного синтеза для разработки материалов со сложным профилем свойств, включая двумерные системы и слоистые гетероструктуры, пористые каркасы, фотонные наноструктуры и твердые электролиты для применения в фотокатализе, сенсорных и твердотельных батареях в области преобразования и хранения энергии.

### Физическая химия твердого тела
Под руководством Иоахима Майера отдел физической химии твердого тела занимается электрохимией и ионным транспортом. Особое внимание уделяется ионным проводникам (таким как неорганические или органические проводники протонов, ионов металлов и ионов кислорода) и смешанным проводникам (обычно перовскитам). Отдел исследует основные механизмы и разрабатывает материалы для батарей, топливных элементов, датчиков. Особое значение имеет научная основа области наноионики.

### Твердотельная квантовая электроника
Гетероструктуры из сложных материалов, созданные квантово-механическими явлениями, открывают потенциал для создания новых электронных систем, обладают уникальными свойствами. Проектирование, развитие и исследование таких электронных систем находится в центре внимания Отдела твердотельной квантовой электроники, возглавляемого Клаусом фон Клитцингом.

### Квантовая теория многих тел
Под руководством Уолтера Мецнера электронные свойства твердых тел изучаются в отделе квантовой теории многих тел с основным упором на системы, в которых электронные корреляции играют решающую роль: купраты, манганиты и оксиды других переходных металлов. Помимо фазовых переходов, нарушающих симметрию, приводящих к магнетизму, орбитальному и зарядовому порядку или сверхпроводимости, корреляции могут вызывать локализацию электронов и эффекты многих тел.

### Квантовые материалы
Запутывание электронов в твердых телах в сочетании с деталями структуры кристаллической решетки порождает разнообразие электронных фаз — жидких, жидкокристаллических и кристаллических состояний зарядовой и спиновой степеней свободы. Отдел, возглавляемый Хиденори Такаги, изучает эти фазы в оксидах переходных металлов и родственных соединениях, где узкие d-зоны, вызывающие сильные электронные корреляции, в сочетании с богатым химическим составом таких материалов обеспечивают возможности для новых открытий.

## Члены
- Али Алави
- Бернхард Каймер
- Клаус Керн
- Беттина Лоч
- Йоахим Майер
- Йохен Маннхарт
- Уолтер Мецнер
- Хиденори Такаги

## Исследовательские группы
С 2005 года в институте создано 13 научных групп:
- Органическая электроника (Хаген Клаук, с 2005 г.)
- Сверхбыстрая нанооптика (Маркус Липпиц, младший профессор Штутгартского университета, 2006–2014)
- Теория полупроводниковых наноструктур (Габриэль Бестер, 2007–2014 гг.)
- Туннельная спектроскопия сильно коррелированных электронных материалов (Питер Валь, 2009–2014)
- Вычислительные подходы к сверхпроводимости (Лилия Боэри, 2009–2013 гг.)
- Нанофизика твердого тела (Юрген Смет, с 2011 г.)
- Нанохимия (Беттина Лоч, 2011–2016)
- Динамика наноэлектронных систем (Себастьян Лот, Сотрудничество с Центром лазерной науки на свободных электронах, 2011–2018)
- Наномасштабные функциональные гетероструктуры (Ионела Врежойу, 2012–2015)
- Рентгеновская спектроскопия оксидных гетероструктур (Ева Бенкизер, с 2014 г.)
- Сверхбыстрая спектроскопия твердого тела (Штефан Кайзер, младший профессор Штутгартского университета, с 2014 г.)
- Электронная структура коррелированных материалов (Филипп Хансманн, 2015–2018 гг.)
- Вычислительная квантовая химия твердых тел (Андреас Грюнейс, 2015–2018)

## Почетные члены
В качестве почётных членов института состоят:
- Оле Крог Андерсен (1978–2012)
- Мартин Янсен (1998–2012)
- Клаус фон Клитцинг
- Ханс-Иоахим Квайссер (1970–1997)
- Арндт Саймон (1974–2010)
- Питер Уайдер (1984–2001)

## Внешние ссылки
- Институт исследования твёрдых тел Общества Макса Планка
- Общество Макса Планка
- Институт интеллектуальных систем Общества Макса Планка